# Charles Le Hon

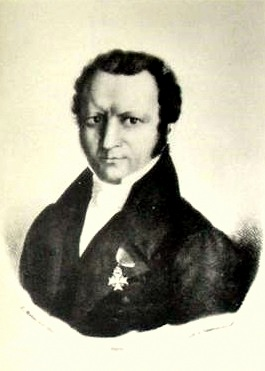
Charles Le Hon

Charles Amé Joseph Graf Le Hon (* 10. Januar 1792 in Tournai; † 30. April 1868 in Paris) war ein südniederländischer, später belgischer Staatsmann.
Le Hon praktizierte nach beendeten Rechtsstudien als Rechtsanwalt in Lüttich, bis er 1825 Abgeordneter in der Zweiten Kammer der Generalstaaten wurde. Er schloss sich den Gegnern der damaligen Regierung an, ohne jedoch an der belgischen Revolution von 1830 unmittelbaren Anteil zu nehmen.
Zum Mitglied des belgischen Kongresses erwählt, gehörte er in demselben zu den gemäßigten Doktrinären, deren Werk die Errichtung des neuen Königreichs Belgien und seine Verfassung war. Von 1831 bis 1842 war er belgischer Gesandter in Paris, 1836 wurde er in den belgischen Grafenstand erhoben, und 1847–1857 war er Mitglied der Zweiten Kammer. Seit 1857 lebte er wieder in Paris und starb daselbst 30. April 1868.
Sein Sohn Louis Xavier Léopold Lehon war 1851–1856 Kabinettschef des Grafen Morny in Paris, 1856 bis 1870 Mitglied des Gesetzgebenden Körpers.
Seine Ehefrau Fanny Mosselman (1808–1880), die Tochter von François-Dominique Mosselman, ein belgischer Privatbankier und Industrieller sowie Mitbegründer der Société Anonyme des Mines et Fonderies de Zinc de la Vieille Montagne (VM). Sie war die Geschäftspartnerin und Geliebte des Grafen Morny.